# Eupristina koningsbergeri
Eupristina koningsbergeri is een vliesvleugelig insect uit de familie vijgenwespen (Agaonidae). De wetenschappelijke naam is voor het eerst geldig gepubliceerd in 1916 door Grandi.